# Alonso de Ibáñez (provins)

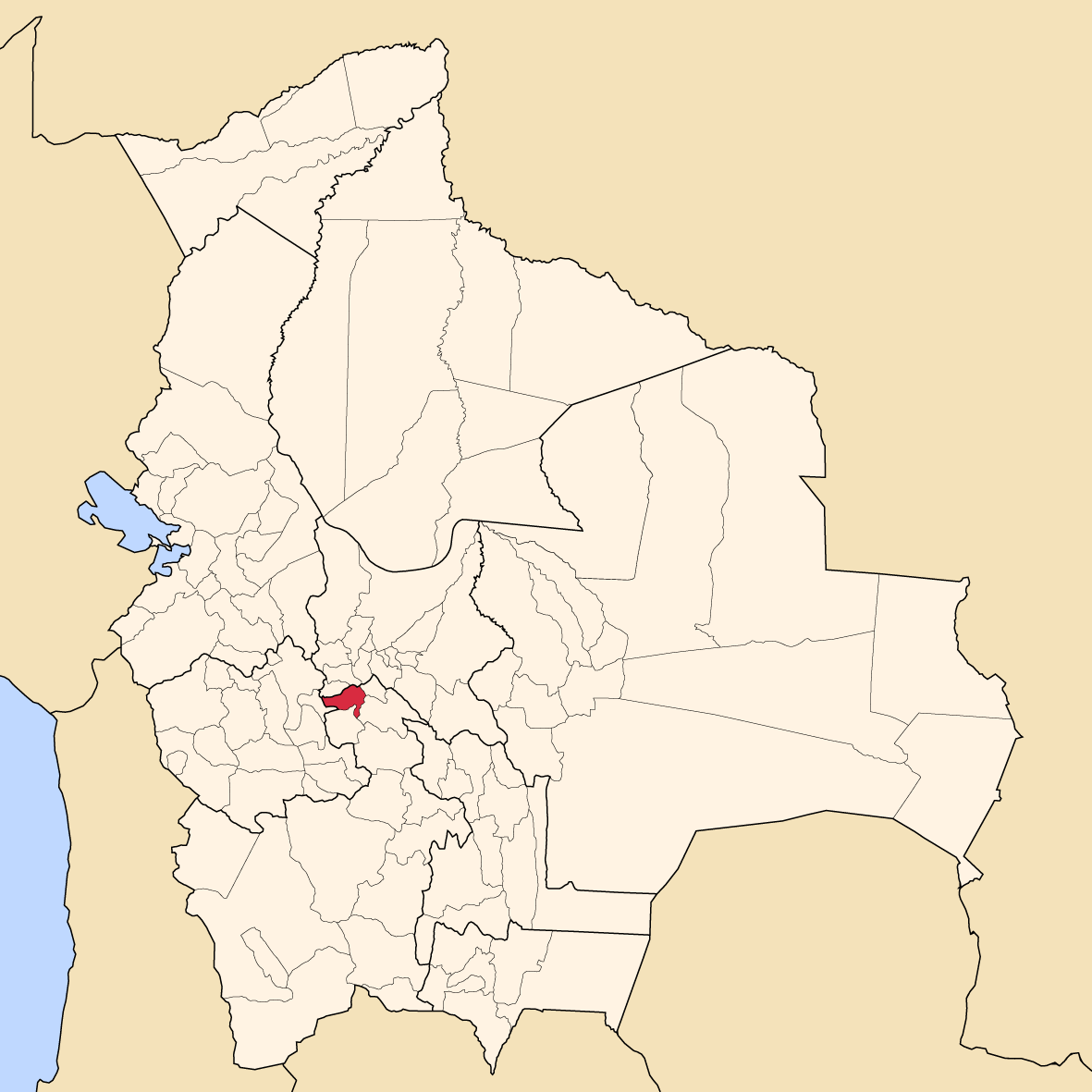
Provinsens läge i Bolivia

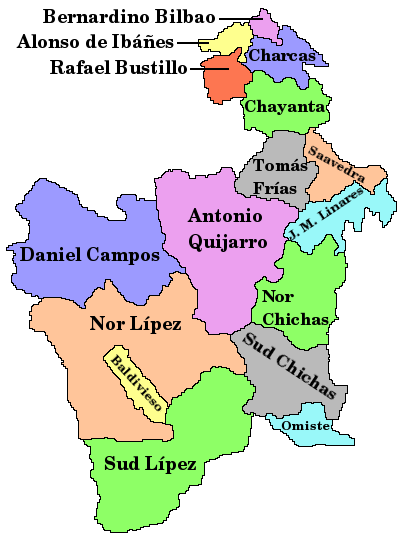
Provinser i Potosí

Alonso de Ibáñez är en provins i departementet Potosí i Bolivia. Den administrativa huvudorten är Sacaca.